# Diego Ayala Santa Cruz
Diego Ayala Santa Cruz (Asunción, Paraguay; 9 de enero de 1990) es un futbolista paraguayo que se desempeña en el Club Sportivo Trinidense de la Primera División de Paraguay.

## Selección nacional

### Selección sub-20
Disputó el Campeonato Sudamericano Sub-20 de 2009 de Venezuela.

## Clubes
| Club                 | País      | Año         |
| -------------------- | --------- | ----------- |
| Libertad             | Paraguay  | 2008 - 2010 |
| All Boys             | Argentina | 2010 - 2011 |
| Gral. Caballero SC   | Paraguay  | 2012        |
| Nybergsund IL-Trysil | Noruega   | 2013 - 2014 |
| CS San Lorenzo       | Paraguay  | 2015        |
| Nybergsund IL-Trysil | Noruega   | 2015 - 2016 |
| Sportivo Trinidense  | Paraguay  | 2016 - 2017 |